# قرار مجلس الأمن التابع للأمم المتحدة رقم 33
قرار مجلس الأمن الدولي رقم 33 (بالإنجليزية: United Nations Security Council Resolution 33)‏ هو قرار اعتمد في 27 أغسطس 1947 يتعلق بتغيير قواعد الإجراءات المؤقتة لمجلس الامن.